# بطولة العالم للراليات موسم 2025
بطولة العالم للراليات موسم 2025 (بالإنجليزية: 2025 World Rally Championship) هي بطولة سباق سيارات، والنسخة الثالثة والخمسين من بطولة العالم للراليات ، التي هي أعلى فئة للراليات من قبل الاتحاد الدولي للسيارات. تتنافس الفرق والأطقم على بطولة العالم للراليات للسائقين ومساعديهم المشاركين والمصنعين.
تشارك الفرق في السباقات بالمركبات المصنفة. والتنافس مفتوح بين المشاركين ضمن كل فئة، من فئة رالي 1 إلى فئة رالي 5 ؛ ولكن تسجيل نقاط بطولة العالم هو فقط للفئة الأعلى من السيارات الهجينة رالي 1. بدأت البطولة في يناير 2025 برالي مونت كارلو ومن المتوقع أن تختتم سلسلة السباقات في نوفمبر 2025 بالنسخة الأولى من رالي السعودية.
يدافع نوفيل تييري ومساعده مارتين ويداغه عن لقب أبطال السائقين، بعد أن أحرزا اللقب الأول لهم في البطولة في رالي اليابان 2024.

## جدول السباقات
14 جولة موزعة في أرجاء العالم في أوروبا وآسيا وإفريقيا وأمريكا الجنوبية.
| الجولة | بداية الرالي | نهاية الرالي | الرالي                 | النقاط الرئيسية للرالي             | نوع الطريق | مراحل خاصة | المسافة   | مرجع. |
| ------ | ------------ | ------------ | ---------------------- | ---------------------------------- | ---------- | ---------- | --------- | ----- |
| 1      | 23 يناير     | 26 يناير     | رالي مونت كارلو        | غاب، بروفانس ألب كوت دازور, فرنسا  | مختلط      | 18         | 343.80 كم | [ 1 ] |
| 2      | 13 فبراير    | 16 فبراير    | رالي السويد            | أوميو، فيستربوتن                   | ثلجي       | 18         | 300.22 كم | [ 2 ] |
| 3      | 20 مارس      | 23 مارس      | رالي سفاري كينيا       | نيروبي                             | حصوية      | 21         | 384.86 كم | [ 3 ] |
| 4      | 24 أبريل     | 27 أبريل     | رالي جزر الكناري       | لاس بالماس دي غران كناريا, إسبانيا | أسفلت      | 18         | 301.30 km | [ 4 ] |
| 5      | 15 مايو      | 18 مايو      | رالي البرتغال          | ماتوسينهوس، بورتو                  | حصوية      | 24         | 344.40 كم | [ 5 ] |
| 6      | 5 يونيو      | 8 يونيو      | رالي سردينيا           | أولبيا, ايطاليا                    | حصوية      | 16         | 324.64 km | [ 6 ] |
| 7      | 26 يونيو     | 29 يونيو     | رالي أكروبوليس اليونان | لمياء، وسط اليونان                 | حصوية      | 17         | 341.43 كم | [ 7 ] |
| 8      | 17 يوليو     | 20 يوليو     | رالي إستونيا           | تارتو، مقاطعة تارتو                | حصوية      | لم يعلن    | لم يعلن   |       |
| 9      | 31 يوليو     | 3 أغسطس      | رالي فنلندا            | يوفاسكولا، فنلندا الوسطى           | حصوية      | 20         | 307.34 كم | [ 8 ] |
| 10     | 28 أغسطس     | 31 أغسطس     | رالي الباراغواي        | انكارناسيون، باراغواي              | حصوية      | 19         | 334.52 كم |       |
| 11     | 11 سبتمبر    | 14 سبتمبر    | رالي تشيلي             | كونثبثيون، إقليم بيو بيو، تشيلي    | حصوية      | لم يعلن    | لم يعلن   |       |
| 12     | 16 أكتوبر    | 19 أكتوبر    | رالي وسط أوروبا        | بافاريا، ألمانيا                   | أسفلت      | 18         | 312 كم    |       |
| 13     | 6 نوفمبر     | 9 نوفمبر     | رالي اليابان           |                                    | أسفلت      | لم يعلن    | لم يعلن   |       |
| 14     | 27 نوفمبر    | 30 نوفمبر    | رالي السعودية          | محافظة جدة، السعودية               | حصوية      | لم يعلن    | لم يعلن   |       |
| مصادر: |              |              |                        |                                    |            |            |           |       |

## المشاركين
المشاركين من فرق المصنعين والمصنفين ضمن فئة رالي 1 .
| المصنع  | الفريق                                | السيارة                  | رقم | إسم السائق       | مساعد السائق   | الجولات المشاركة |
| ------- | ------------------------------------- | ------------------------ | --- | ---------------- | -------------- | ---------------- |
| فورد    | فريق إم-سبورت فورد العالمي للراليات   | فورد بوما رالي 1         | 13  | غريغوار مونستر   | لويس لوكا      | 1–3              |
| فورد    | فريق إم-سبورت فورد العالمي للراليات   | فورد بوما رالي 1         | 55  | جوش ماك إيرلين   | إوين تريسي     | 1–3              |
| هيونداي | فريق هيونداي شل موبي العالمي للراليات | هيونداي i20 إن رالي1     | 1   | نوفيل تييري      | مارتين وايداغه | 1–3              |
| هيونداي | فريق هيونداي شل موبي العالمي للراليات | هيونداي i20 إن رالي1     | 8   | أوت تاناك        | مارتن يارفويا  | 1–3              |
| هيونداي | فريق هيونداي شل موبي العالمي للراليات | هيونداي i20 إن رالي1     | 16  | ادريان فورمو     | ألكسندر كوريا  | 1–3              |
| تويوتا  | تويوتا جازو لسباقات الرالي            | تويوتا جي آر يارس رالي 1 | 17  | سيباستيان أوجييه | فينسينت لانديس | 1                |
| تويوتا  | تويوتا جازو لسباقات الرالي            | تويوتا جي آر يارس رالي 1 | 18  | تاكاموتو كاتسوتا | آرون جونستون   | 2–3              |
| تويوتا  | تويوتا جازو لسباقات الرالي            | تويوتا جي آر يارس رالي 1 | 33  | إلفين إيفانز     | سكوت مارتن     | 1–3              |
| تويوتا  | تويوتا جازو لسباقات الرالي            | تويوتا جي آر يارس رالي 1 | 69  | كالي روفانبيرا   | جوني هالتونين  | 1–3              |
| تويوتا  | تويوتا جازو لسباقات الرالي 2          | تويوتا جي آر يارس رالي 1 | 5   | سامي باجاري      | ماركو سالمينين | 1–3              |
| مصادر:  |                                       |                          |     |                  |                |                  |

الفرق التالية دخلت سباقات فئة رالي 1 بسياراتهم الخاصة (متسابقين مستقلين) أو بموجب اتفاقيات مع شركات تصنيع السيارات.
| المصنع | الفريق                              | السيارة                  | رقم | إسم السائق       | مساعد السائق    | الجولات المشاركة |
| ------ | ----------------------------------- | ------------------------ | --- | ---------------- | --------------- | ---------------- |
| فورد   | فريق إم-سبورت فورد العالمي للراليات | فورد بوما رالي 1         | 9   | جوردان سيرديديس  | فريديريك ميكلوت | 2–3              |
| فورد   | فريق إم-سبورت فورد العالمي للراليات | فورد بوما رالي 1         | 22  | مارتينش سيسكس    | رينارس فرانسيس  | 2                |
| تويوتا | تويوتا جازو لسباقات الرالي          | تويوتا جي آر يارس رالي 1 | 18  | تاكاموتو كاتسوتا | آرون جونستون    | 1                |
| تويوتا | تويوتا جازو لسباقات الرالي          | تويوتا جي آر يارس رالي 1 | 37  | لورنزو برتيلي    | سيمون سكاتولين  | 2                |
| مصادر: |                                     |                          |     |                  |                 |                  |

## نظام البطولة
تستخدم الفرق إطارات المورد الرسمي للإطارات في البطولة شركة هانكوك الكورية الجنوبية بشكل حصري، حيث تزود جميع المشاركين بسيارات الدفع الرباعي بالإطارات. لتحل الشركة محل المورد الحصري السابق شركة بيريللي، التي زودت الإطارات للبطولة بين عامي 2021 و 2024. بموجب شروط هذه الاتفاقية، تزود هانكوك الإطارات حتى نهاية بطولة عام 2027.
لن تستخدم سيارات رالي 1 نظام السيارات الهجين الذي أستحدث في موسم عام 2022، وبالتالي قلص الحد الأدنى لوزن السيارات وقلص عرض مدخل الهواء في السيارة عوضا على إلغاء نظام الهجين، بحيث تحافظ السيارات على نفس نسبة القوة إلى الوزن التي كانت في السيارات الهجين. وهذا القرار اتخذ بعدما أعربت الفرق عن مخاوفها بشأن ارتفاع التكاليف المتزايد لإصلاح نظام السيارات الهجين."

### نظام النقاط
تمنح النقاط لأفضل عشرة متسابقين في إجمال كل جولة. يحق للفريق ترشيح ثلاثة طواقم التي تسجل نتيجتهم في سجل النقاط في بطولة المصنعين، وتُمنح هذه النقاط فقط لأفضل متسابقين مصنفين يمثلون المصنع ويقودون سيارة رالي1. كما تُمنح خمس نقاط إضافية لأسرع متسابق عبر جميع مراحل جولة يوم الأحد، وأربع نقاط للمركز الثاني، وثلاث نقاط للمركز الثالث، ونقطتان للمركز الرابع، ونقطة واحدة للمركز الخامس. وتمنح نفس مقياس هذه النقاط لأسرع خمسة طواقم في مرحلة القوة أيضًا.
| المركز       | 1  | 2  | 3  | 4  | 5  | 6 | 7 | 8 | 9 | 10 |
| إجمال الجولة | 25 | 17 | 15 | 12 | 10 | 8 | 6 | 4 | 2 | 1  |
| الاحد        | 5  | 4  | 3  | 2  | 1  | — | — | — | — | —  |
| مرحلة القوة  | 5  | 4  | 3  | 2  | 1  | — | — | — | — | —  |

## النتائج والترتيب

### ملخص الموسم
| الجولة | الحدث                  | السائق الفائز    | مساعد السائق   | الفريق                     | الوقت الفائز | تقرير | مرجع          |
| ------ | ---------------------- | ---------------- | -------------- | -------------------------- | ------------ | ----- | ------------- |
| 1      | رالي مونت كارلو        | سيباستيان أوجييه | فينسينت لانديس | تويوتا جازو لسباقات الرالي | 3:19:06.2    | تقرير | [ 20 ]        |
| 2      | رالي السويد            | إلفين إيفانز     | سكوت مارتن     | تويوتا جازو لسباقات الرالي | 2:33:39.2    | تقرير | [ 21 ]        |
| 3      | رالي سفاري كينيا       | إلفين إيفانز     | سكوت مارتن     | تويوتا جازو لسباقات الرالي | 4:20:03.8    | تقرير | [ 22 ]        |
| 4      | رالي جزر الكناري       | كالي روفانبيرا   | جوني هالتونين  | تويوتا جازو لسباقات الرالي | 2:54:39.8    | تقرير | [ 23 ] [ 24 ] |
| 5      | رالي البرتغال          |                  |                |                            |              | تقرير |               |
| 6      | رالي سردينيا           |                  |                |                            |              | تقرير |               |
| 7      | رالي أكروبوليس اليونان |                  |                |                            |              | تقرير |               |
| 8      | رالي إستونيا           |                  |                |                            |              | تقرير |               |
| 9      | رالي فنلندا            |                  |                |                            |              | تقرير |               |
| 10     | رالي الباراغواي        |                  |                |                            |              | تقرير |               |
| 11     | رالي تشيلي             |                  |                |                            |              | تقرير |               |
| 12     | رالي وسط أوروبا        |                  |                |                            |              | تقرير |               |
| 13     | رالي اليابان           |                  |                |                            |              | تقرير |               |
| 14     | رالي السعودية          |                  |                |                            |              | تقرير |               |